# الوطاويين (بريشكة)
الوطاويين هي إحدى مشيخات المملكة المغربية، تتبع جغرافيا لإقليم وزان وإداريًا لبريشكة. يقدر عدد سكانها بـ 2314 نسمة حسب الإحصاء الرسمي للسكان والسكنى لسنة 2004.